# 中国女科技工作者协会
中国女科技工作者协会是中华人民共和国女性科技工作者组成的群众性团体，是中国科学技术协会主管的社会团体，是中华全国妇女联合会的团体会员。

## 历史沿革
前身为1993年7月成立的中国女科技工作者联谊会，2007年10月改为现名。